# شهادة المنتج الصيدلاني
شهادة المنتج الصيدلاني (مختصر: CPP)، هي شهادة صادرة بالصيغة الموصى بها من قبل منظمة الصحة العالمية (WHO)، والتي تحدد حالة المنتج الصيدلاني ومقدم الطلب للحصول على هذه الشهادة في البلد المصدر ؛  غالبًا ما يتم ذكره بالاقتران مع المستند الفني المشترك الإلكتروني (eCTD). يتم إصدار CPP لمنتج واحد، لأن ترتيبات التصنيع والمعلومات المعتمدة للأشكال الصيدلانية المختلفة ونقاط القوة يمكن أن تختلف. تم ذكر CPP في وثائق منظمة التجارة العالمية ، على الرغم من أن المنتجات المنظمة بشكل صارم تخضع لاتفاقيات التجارة الثنائية أو اتفاقيات التجارة الإقليمية . وضع المجلس الدولي لمواءمة المتطلبات الفنية للمستحضرات الصيدلانية للاستخدام البشري (ICH) معايير لهذا الغرض، لكن من غير الواضح كيف تدير دول ICH السابقة المنظمين الصحيين لديها.

## نطاق
شهادة المنتج الصيدلاني مطلوبة من قبل البلد المستورد عندما يكون المنتج المعني مخصصًا للتسجيل (الترخيص، التفويض) أو تجديد(إطالة) التسجيل، مع نطاق التسويق أو التوزيع في ذلك البلد. أوصت منظمة الصحة العالمية بالشهادة لمساعدة الهيئات التنظيمية للأدوية صغيرة الحجم أو السلطات التنظيمية للأدوية دون مرافق ضمان الجودة المناسبة في البلدان المستوردة لتقييم جودة المنتجات الصيدلانية كشرط أساسي للتسجيل أو الاستيراد.
في وجود مثل CPP، توصي منظمة الصحة العالمية السلطات الوطنية بضمان إمكانية تأكيد الأساليب التحليلية من قبل المختبر الوطني، لمراجعة معلومات المنتج وتكييفها إذا لزم الأمر وفقًا لمتطلبات الملصقات المحلية، وتقييم بيانات التكافؤ الحيوي والاستقرار إذا لزم الأمر.
وممع ذلك، غالبًا ما تختلف الممارسات التنظيمية في البلدان المستوردة. وبالتالي، بالإضافة إلى CPP ، يعتبر تقييم ملفات الطلبات لدعمتسجيلات الأدوية، بمستويات مختلفة وتعقيد المتطلبات ضروريًا لتلبية ضمان كامل بشأن جودة الأدوية المناسبة.

## المحتوى والشكل
يتكون محتوى CPP من البيانات الرئيسية التالية:
- البلد المصدر ( المصدق
- البلد المستة رد ( الطالبة )
- الاسم والجرعة (الصيدلانية) وشكل المنتج [المكون (المكونات) الفعالة والمقدار (الكميات) لكل وحدة جرعة]
- معلومات عن حالة التسجيل (الترخيص) والتسويق (التواجد في السوق) للمنتج في البلد المصدر
- رقم ترخيص المنتج (بما في ذلك تفاصيل صاحب الترخيص ومشاركة صاحب الترخيص في التصنيع إن وجد) وتاريخ الإصدار، إن أمكن
- ملخص مُلحق للأساس الفني الذي تم على أساسه ترخيص المنتج (إذا طلبت السلطة المصدرة)
- تم إلحاق معلومات المنتج الحالية
- تفاصيل عن مقدم الطلب لـ CPP
- في حالة عدم توفر ترخيص التسويق في البلد المصدر، معلومات حول الأسباب

عند الاقتضاء، معلومات عما إذا كان موقع التصنيع يتم فحصه بشكل دوري من قبل سلطة التصديق وإذا كان موقع التصنيع يتوافق معممارسات التصنيع الجيدة (GMP) على النحو الموصى به من قبل منظمة الصحة العالمية.
على الرغم من أن سلطات الإصدار تدعي أن CPP الخاص بها يتوافق مع تنسيق منظمة الصحة العالمية (بيان لتأكيد ما إذا كان يجبتضمين المستند بالتنسيق الذي أوصت به منظمة الصحة العالمية في الشهادة) ، قد يختلف تنسيقها ومحتواها من بلد إصدار إلى آخر. أيضًا، لا تصدر بعض السلطات CPP إذا كان الدواء المعني غير مرخص في البلد المصدر (مثل إيطاليا). في هذه الحالة الأخيرة، يتمإصدار شهادة تصدير بدلاً من ذلك، بتنسيق ومحتوى مماثل لتلك الخاصة بـ CPP.

## اعتبارات خاصة في الدول المستوردة
تتطلب معظم السلطات المختصة في البلدان المستوردة أن يكون CPP صادرًا عن بلد المنشأ.
ايضًا، على الرغم من إصدار هذه الشهادة في شكلها الأصلي، وموجهة إلى بلد استيراد محدد ومختومة بختم سلطة الإصدار في كلصفحة، قد تطلب العديد من السلطات في البلدان المستوردة المصادقة على هذه الوثيقة بشكل غير ضروري في شكل تصديق من خلالسفارتهم في البلد المصدر أو عن طريق apostillation ("إساءة استخدام المخطط").

## روابط خارجية
- منظمة الصحة العالمية CPP Q & A